# Eadgifu av Wessex
Eadgifu av Wessex, född 902, död efter 951, var en drottning av Frankrike; gift med Karl den enfaldige. Hennes namn har också stavats Eadgifu Edgiva, Otgiva, Ottogeba, Ogive, Edgifu, Ethgive eller, i Frankrike Edwige (Hedwig).

## Biografi
Eadgifu var dotter till Englands kung Edvard den äldre av Wessex och Ælfflæd. 
Vigseln ägde rum år 919. Äktenskapet arrangerades av hennes far och blivande make efter att Karls första hustru Frederuna hade avlidit. Det kan eventuellt ha ägt rum så tidigt som 917. Hon fick förläningen Tusey som hemgift. Paret fick en son, Ludvig, som föddes 920.
Då maken avsattes år 922 tog hon med sin son till England. När hennes make togs till fånga av greve av Vermandois, Heribert III av Omois i juli 923, sände hon deras unge son till säkerhet över kanalen till England, där han utbildades vid hennes far Edwards hov.
De flesta källor rapporterar att Edwige gick i exil med sin son, men det är möjligt att hon blev kvar i Frankrike och spelade en roll i att arrangera äktenskapet mellan hertig Hugo den vite och sin egen syster Eadhild av Wessex 926, för att bryta alliansen mellan Hugh och Herbert mot den karolingiska linjen.
År 936 återkallades Ludvig till Frankrike av rikets magnater, inklusive hertig Hugo den vite, för att bestiga tronen, och hans mor följde med honom. Följande år anförtrodde sonen henne ledningen av det kungliga klostret Notre-Dame de Laon, såväl som den kungliga fästningen Laon. Hennes inflytande över sonen minskade efter hans giftermål med Gerberga av Sachsen 939.
År 951 gifte Edwige om sig med Herbert le Vieux, greve av Omois, son till Herbert II av Vermandois, hennes första makes före detta fångvaktare. Hennes nya man erbjöd henne som hemgift mark tillhörande klostret Saint-Médard de Soissons, där han var lekmannaabbot. Kungen, som först efter händelserna gjordes medveten om denna förening, blev rasande och drog tillbaka klostret Notre-Dame och staden Laon från sin mor, och överlämnade dem till sin hustru. Eadgifu nämns inte efter detta.